# Caso absolutivo
Caso absolutivo é o caso gramatical que identifica o sujeito de um verbo intransitivo ou o objeto direto (de um verbo transitivo), nas línguas ergativas-absolutivas. Opõe-se ao caso ergativo, que identifica o sujeito de verbos transitivos.